# Paramaribo (dystrykt)
Paramaribo – dystrykt Surinamu, w północnej części kraju, obejmujący miasto Paramaribo oraz najbliższe okolice.
W 2012 roku liczba ludności dystryktu Paramaribo wynosiła 240 924 mieszkańców, a powierzchnia 182 km². 

## Okręgi
Dystrykt jest podzielony na 12 okręgów (ressorten):
- Beekhuizen
- Blauwgrond
- Flora
- Latour
- Livorno
- Munder
- Paramaribo
- Pontbuiten
- Rainville
- Tammenga
- Wegnaarzee
- Welgelegen